# المسجد الكبير (روما)
مسجد روما الكبير، يقع في الجزء الشمالي من مدينة روما، في منطقة البريولي. وهو يشكل أكبر مسجد في أوروبا، مساحته تزيد على 000 30 متر مربع، ويمكن أن يستوعب الآلاف من المصلين ويضم المركز الثقافي الإسلامي في إيطاليا( itali). بالإضافة إلى أنه نقطة تَجمّع ومرجعية في المجال الديني، يضم أيضاً خدمات ثقافية واجتماعية متصلة بطرق مختلفة مع العقيدة الإسلامية: احتفالات زواج، جنازة وتأويل (Exegesis)، ومؤتمرات، وما شابه ذلك.

## التكلفة
تكلفة البناء ارتفعت في عام 1991 إلى أكثر من 60 مليار لير إيطالي، إلا أن العمل كان لا يزال بعيداً عن الهدف. بعد حرب الخليج، المملكة العربية السعودية، التي قامت بتمويل كل عمل حتى الآن تقريبا، أغلقت البورصا. بعد ذلك تولى ملك المغرب الحسن الثاني بدفع 30 مليار لير، ولكن بشرط ان تمتنع الشركات الإيطالية عن العمل والذي سيقوم به شركات مغربية، نحو 300 عامل قاموا بأعمال الديكور الداخلي، والذي نُفذ على نمط مسجد الدار البيضاء.

## البناء
زار الملك فيصل، ملك المملكة العربية السعودية وخادم الحرمين الشريفين أيطاليا في عام 1974م وأقنع حكومتها بأهمية إنشائه، فتبرعت بقطعة أرض يقام عليها تبلغ مساحتها 20 ألف متر مربع، وقد تكلفت المملكة العربية السعودية بنسبة 70% من تكاليف بنائه التي بلغت 50 مليون دولار، وقد أفتتح المركز الملك سلمان بن عبدالعزيز في شهر صفر من عام 1416هـ. بالإضافة إلى الحسن الثاني ملك المغرب.
التصميم والأشراف قام بة المعماريون: باولو بورتوغيزي وفيتوريو جيليوتي وسامي الموسوي.
كما هو ملاحظ من الكتابة المنقوشة في الخارج:
- تطلب البناء مدة تزيد عن عقدين من الزمن
- منحت الأرض من بلدية مدينة روما في عام 1974، إلا أن حجر الأساس وضع في وقت لاحق في عام 1984 (عام 1405 هجري)، وبحضور من رئيس الجمهورية آنذاك ساندرو بيرتيني
- كان الأفتتاح في 21 يونيو 1995، وهو يوم انقلاب الشمس الصيفي.

## الفكرة التصميمية
مساحة المركز = 13.800 متر مربع، يضم كتلتين:
- الأولى عبارة عن قاعة صلاة مستطيلة الشكل ضلعه الأكبر موجه باتجاه القبلة.
- الثاني يضم بقية خدمات المركز، ومرافق الوضوء تحت قاعة الصلاة. هناك قناة مائية ممتدة على طول ضلع الكتلة الثانية وتصل هذه القناة بين بركتين: إحداهما في الجهة الشمالية والأخرى في محور المركز. المنارة واقعة بين الكتلتين باتجاه جنوب غرب قاعة الصلاة.
- قاعة الصلاة تضم باتجاه متعامد مع القبلة طابقين عرضهما يساوي عرض القاعة، وذلك للنساء المصليات، أما الطول فيساوي ربع طول القاعة الأساسية.

الكتلة الثانية تضم ثلاث طوابق وأروقة تحتل الطابق العلوي وهي على شكل صفوف، التي تشكل صحن المركز.
- قُسمت الطوابق أسفل الأروقة إلى أربعة أجنحة تضم الصفوف والمنامات والمكاتب وقاعة صلاة صغيرة ومخزن ومكتبة ومنامة الإمام. ويضم المركز أيضا خدمات طبية عالية وأطباء متطوعين.
- الشكل العام يتبع الشكل التقليدي للمساجد، قاعة الصلاة مغطاة بقبة مركزية ضخمة محاطة ب 16 قبة أصغر حجماً.
- الأعمدة: تشكل مساحات رمزية للرواق. كل عمود يضم، كرزمة، أربعة أعمدة تتفرع في الجزء العلوي لنفس العمود، وتنحني خارجياً مشكلة أربعة فروع منحنية إلى الأعلى كأغصان الشجر. وهذه الأعمدة تشكل العناصر الخارجية والداخلية المميزة للمسجد. يدخل الضوء الطبيعي للقاعة من سلسلة من الفتحات الموجودة في القبة.

### تصميم المناظر الطبيعية
مياه البركة العلوية تسقط كشلال في قناة البركة السفلية.
هناك نافورة ماء مركزية محاطة ب 16 نافورة صغيرة، رتبت كلها لتعكس ترتيب القباب التي تغطي سقف قاعة الصلاة.

### التصميم الداخلي (أو الديكور)
كما هو معروف، الفن التصويري للإنسان مكروه في الإسلام، ولذلك استخدمت في التصميم الداخلي المنحوتات وفن التوريق لتشكيل وتحلية القاعة الأساسية. وبالأخص أساليب الفن التقليدي المغربي.
أشكال هندسية من الفسيفساء (Mosaic) تغطي الجزء السفلي للأعمدة ولجدران قاعة الصلاة والمحراب. *مجموعة من الكتابات الملونة المحفورة في قوالب من الجص وفي أعلاها سلسلة من الأشكال الهندسية المنتظمة. معظم مميزات التصميم الداخلي كانت معتمدة على تفسيرات واقتباسات رمزية مشتقة من مراجع تاريخية. مثلا صورة الشجرة تشرح التنويع المذهبي المتأصل في الإسلام. مثال اخر: الدوائر الخرسانية السبعة التي تشكل هيكلية القبة لها مدلول رمزي، إذ تدل على السموات السبعة التي ذكرت في القرآن الكريم.

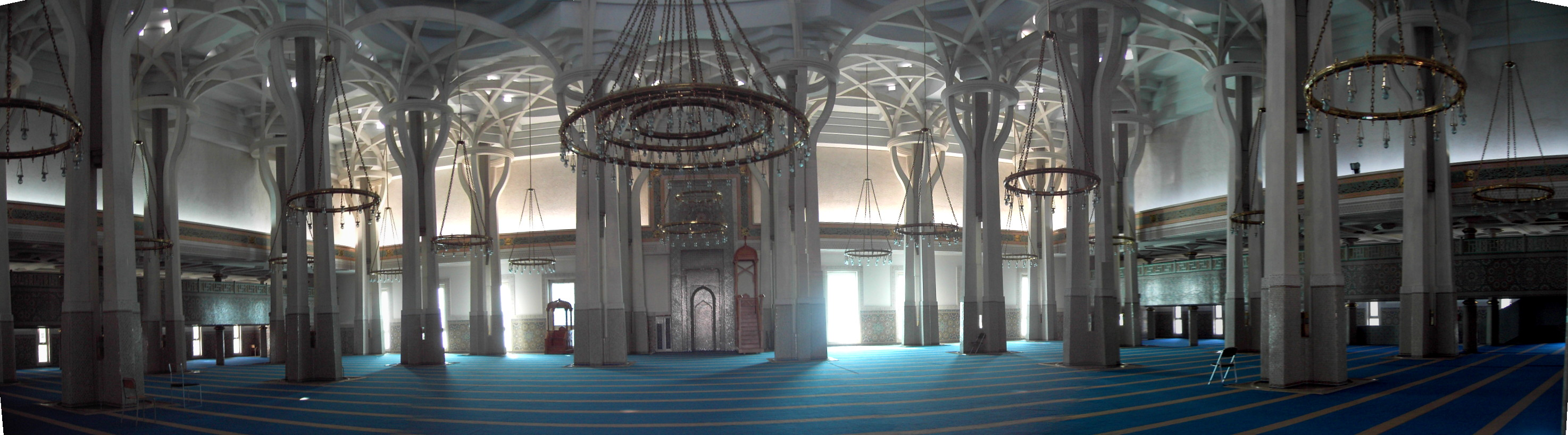
منظر داخلي للقاعة الرئيسية

### الدور الاجتماعي
لعب المركز دوراً مهماً في توحيد المسلمين المقيمين في إيطاليا وفي تأسيس حوارات بناءة بين المسلمين والمسيحين، وهذا نتيجة كثافة الأعمال الاجتماعية والثقافية والخدمات التي يقدمها المركز لدعم المسلمين والمجتمع المحيط. وبهذا أصبح المركز من أهم المباني الدينية الفريدة في إيطاليا اليوم.

#### المستخدمين
المركز يخدم مجموعات متعددة من المستخدمين، ومنهم:
- المجموعة الأولى، وهي الأصغر عدداً ولكن ذات أهمية كبرى في المجتمع الإيطالي، تضم أعضاء المهمات الديبلوماسية للدول الإسلامية (بسبب اهتمام المركز، خصوصاً، بالهيئات الدبلوماسية، الاسم المتداول بين العامة هو مسجد السفارات).
- المجموعة الثانية مكونة من الطلاب المسلمين في إيطاليا.
- أما المجموعة الثالثة وهي الكبرى تتكون من العمال المسلمين المهاجرين.

في أيام العطل الدينية وأيام الجمع، يصبح المركز وعاء حيوي، إذ يضم في صلاة الجمعة ما يقارب 1200 مصلي بينما في المناسبات الدينية، كالاعياد، فالعدد يصل إلى أكثر من 15000 زائر، الذين يؤدون الصلاة في مناوبات. في هذه الأيام الباعة المتجولون، يبيعون مأكولات وكتب دينبة وما شابة، في سوق مؤقت بالقرب من السور الخارجي للمسجد. في رمضان، هذا السوق، يجذب ما يقارب 500 من المغتربين، من جميع أنحاء الإقليم (Lazio) ومن المدن المجاورة.
- رابع المجموعات هم المجتمع الإيطالي. أصبح المركز المكان الأفضل للدراسة والتثقف بالنسبة للدين الإسلامي، وهذا الوعي يأتي من خلال المحاضرات والندوات والاجتماعات.إذ يصل زوار المركز شهريا إلى 3000 زائر بالإضافة إلى المصلين.
- خامس مجموعه مكونة من السياح، إذ يعد المبنى أداة تعليمية لفهم تطور العمارة الإسلامية في الغرب. ولهذا يزور المبنى عدد من طلاب المدارس المعمارية الدولية (الكندية والفرنسية والأمريكية والألمانية)، كجزء من رحلاتهم الدراسية. ومنذ أن أدرج المركز في خارطة روما السياحية وفي الكتب المعمارية، أصبح معلماً من معالم روما السياحية.

## نقد وتحليل
من جهة مهنية، عناصر المركز الثقافي تعكس لمتطلبات الوظيفية للمسجد والمركز. ومع ذلك يمكن القول بأن وجود سلالم واسعة على جانبي المدخل الرئيسي لقاعة الصلاة الرئيسية والتي تؤدي إلى صالات الإناث، يعتبر عودة إلى الأصل الذي كان معمولا به في زمن النبوة وفي القرون الثلاثة اللاحقة حيث لم يحدث أن تم فصل النساء عن الرجال في المسجد بأي نوع من أنواع الحواجز (خشبية، اسمنتية، قماشية وغيرها).
المركز يوفر أماكن تعليمية وثقافية، وخدمات اجتماعية ودينية. المتعددة التخصصات، ويلعب المركز دور يجعله جزء هام من البنية الملائمة لاحتياجات ومتطلبات الجالية المسلمة. تصميم المسجد والمركز الثقافي هو خطوه ايجابية نحو الحوار بين الإسلام والمسيحية، والشرق والغرب، بين التكنولوجيا واللمسة الإنسانية، وبين التقليدية والحداثة. بدلا من اعتماد مراجع تاريخية محددة من العالم الإسلامي الواسع بأنماطه وتفسيراته المختلفة، صمم تعبير بصري محايد يتحدث عن الغرب والمسلمين، بصرف النظر عن من الأصل الجغرافي أو الخلفية الثقافية

## الأصالة والتوافق السياقي
تنبع الأصالة في عمارة المساجد من حقيقة أن أفكار التصميم تعتمد على حساسية التاريخ والعناصر الثقافية التي اكتسبت معنى مع مرور الزمن، وهذا ينعكس في الفراغات الداخلية المفتوحة وخاصة في قاعة الصلاة، لاستحضار النموذج التاريخي لمسجد قرطبة في إسبانيا ضمن الأفقية والصورة العضوية للغابة من الأعمدة. أحس المصممون أن ذلك يضفي جوا من الروحانية.
يؤكد المشروع على إدخال عدد من المعالم التصميمية التي تتعلق بالعمارة الرومانية والباروك، تبدو المحورية والأثرية من السمات الغالبة، علاقة المشروع بالمضمون الثقافي تتجلى في أنواع الخدمات المقدمة وفي التعبير البصري للواجهات والتكتيل ككل. في التحقيق النهائي في المشروع ضمن الفكرة التصميمية الهيكل الإنشائي وتقنية المواد والتفاصيل، جعلت له قيمة ثقافية عالية في روما

## أصالة تدخل بورتوغيزي
يهيمن على المشروع تصور هيكلي، تقريبا للقرون الوسطى، بسبب ازدحام الأعمدة، التي شكلها كوبي، مشابهة لتلك للكاتدرائية القوطية، كل عمود مقسم إلى أربعة أجزاء على شكل صليب، تتوسع الأوردة في أعلى وكأنها شجرة في الغابة: البصمة الشعرية هي بالتأكيد من بورتوغيزي. رأى البعض في المسجد أيضا استلهام باروكي، والتي تذكر بمشاريع غوارينو غواريني، في نهاية ال 600 والتي، كما يقولون مؤرخون العمارة، أنها قد تأثرت بدورها بأشكال قبب بعض المساجد. مثل تلك المتواجدة في تلمسان (وكذلك تشبه أضلاع كفن كنيسة المقدس في تورينو). بورتوغيزي كان قلق، ليس فقط كيفية نقل إلى روما أشكال أماكن العبادة الإسلامية، بل أيضا ملائمتها مع تاريخ العمارة الإيطالية العريق، وذلك باستخدام المواد الرومانية. من سمات الثقافة الإسلامية نراها في المسقط الفقي للمشروع، في السقف المدعوم بالأعمدة، وخصوصاً في قاعة الصلاة المستطيلة. إيطالي وعلى وجه التحديد روماني -هو الطوب، لون القش الواجهات والترافرتين والحجر جيري كأطر للنوافذ والطبقة الرصاصية التي تغطي القبة المركزية.

## مواد البناء
إيطالي وعلى وجه التحديد روماني، الطوب، لون القش الذي استعمل في الواجهات والحجر جيري والبيبيرينو كأطر للنوافذ والطبقة الرصاصية التي تغطي القبة المركزية.
المسجد مغطى بالحجر الجيري والحجر الروماني بحرفية حسب التقاليد.
كل المسجد مبني بمواد من الموقع. الحجر الجيري لليونته وجد العديد من التطبيقات، بما في ذلك الكسوة الخارجية والداخلية وللزينة. طوب الآجر مصمم خصيصاً لهذا الغرض.
- استعمل أيضا البيبيرينو في أطر الفتحات.
- الرصاص لكسوة القباب.
- الخرسانة المسلحة في الأعمدة وفي الجوائز.